# 异体虫
异体虫（学名：Heterosoma heptacanthum）为星球虫科异体虫属的动物。分布于大西洋以及西沙群岛等。